# Mongoloraphidia talassicola
Mongoloraphidia talassicola is een kameelhalsvliegensoort uit de familie van de Raphidiidae. De soort komt voor in Kirgizië.
Mongoloraphidia talassicola werd voor het eerst wetenschappelijk beschreven door H. Aspöck et al. in 1996.